# Santos Moro Briz
Santos Moro Briz (Santibáñez de Béjar, 1 de junio de 1888-Ávila, 24 de mayo de 1980) fue un obispo español. Ocupó el cargo de obispo de Ávila desde 1935 hasta 1968.

## Biografía

### Primeros años y formación
Nació en Santibáñez de Béjar en 1888. Su padre era el maestro del municipio. Entre 1898 y 1904 cursó sus estudios eclesiásticos en el Seminario de Ávila, continuándolos en la Pontificia Universidad Gregoriana de Roma (1904-1913), donde obtuvo tres doctorados: en Filosofía, en Sagrada Teología y en Derecho canónico. Fue ordenado sacerdote el 6 de julio de 1911 en Roma por el cardenal Rafael Merry del Val, secretario de Estado de la Santa Sede. 

### Vida sacerdotal y docente
Regresó a Ávila en 1913 y fue nombrado profesor del Seminario abulense. En 1919 fue nombrado vicerrector del mismo seminario y un año después, en 1920, obtuvo, por oposición el cargo de canónigo de la catedral de Ávila. En 1919 la Institución Teresiana abrió una residencia en Ávila para mujeres estudiantes de Magisterio. Santos Moro fue su capellán. Desde entonces nació una gran amistad con su fundador, san Pedro Poveda, que se alojaba en casa de Santos en sus visitas a Ávila.
En 1922 fue nombrado canciller del obispado. A iniciativa suya, en 1925 se constituyó la Editorial Católica Abulense. En 1926 fue nombrado defensor del vínculo en el tribunal diocesano, y en 1935 provisor de la curia diocesana. 

### Episcopado
El 21 de junio de 1935 fue nombrado obispo de Ávila y recibió la consagración el 22 de septiembre.
Cuando comenzó la guerra civil española (1936), Santos Moro se encontraba en Salamanca practicando los ejercicios espirituales. Enseguida llegó a Ávila, donde permaneció hasta el fin del conflicto, ausentándose solo para las visitas pastorales. Su hermano sacerdote, José Máximo Moro Briz, fue martirizado el 24 de julio de 1936 en dicha persecución religiosa. El 27 de marzo de 2013, el papa Francisco autorizó que se promulgara el decreto de martirio de dicho siervo de Dios, junto a otros cuatro compañeros sacerdotes de la Diócesis de Ávila, junto con los que fue beatificado en octubre de 2013.
En noviembre de 1936, el obispo mandó una circular a sus sacerdotes donde les conminaba a que, si aparecía en el campo el cadáver de una persona republicana y no constaba oficialmente su condena a muerte por las autoridades, debía constar simplemente que "apareció su cadáver en el campo... y recibió sepultura eclesiástica"; en ese documento se recomendaba encubrir el crimen: «guárdense mucho los señores párrocos de sugerencia alguna que revele al autor o la causa de esa muerte trágica».
Firmó la Carta Colectiva del Episcopado español, que situaba a la Iglesia española junto al bando sublevado contra la República y legitimaba su actuación en la guerra. Décadas más tarde, en el final de la Dictadura, admitió que, si tuviera que firmar la Carta del 1 de julio de 1937, lo haría «con las dos manos».
Mantuvo una especial amistad con San Josemaría Escrivá de Balaguer fundador del Opus Dei, al cual ayudó en los inicios de la fundación de dicha institución. Fue padre conciliar del Concilio Vaticano II durante las cuatro sesiones (1962-1965). Además cabe destacar en su ministerio episcopal dos iniciativas. La primera fue la construcción de la nueva sede del Seminario Mayor poniendo como rector a Baldomero Jiménez Duque. La segunda fue la reforma del convento de la Encarnación de monjas Carmelitas encomendado a Santa Maravillas de Jesús. También fundó junto a la Madre María de Dios (M.ª del Carmen Molleda Garcés) las Hijas del Buen Pastor y de María Inmaculada. Estuvo al frente de la Iglesia abulense hasta la aceptación de su dimisión, el 19 de octubre de 1968.
Falleció en Ávila, el 24 de mayo de 1980 y está enterrado en la girola de la SAI Catedral, frente al Alonso de Madrigal, El Tostado y a los pies del Santísimo Cristo de las Murallas.